# ミスターバード
ミスターバードは、日本の大道芸人である。アニメーションダンスとパントマイムを主体とした大道芸を行う。
ムラサキシキブも彼のキャラクター。
福岡県直方市出身。

## 略歴
- 1997年アニメーションダンスを始める。

- ダンスチームHeart Attackのメンバーとして活動。

- 2004年にキャナルシティ博多にてTENSHOWのパフォーマンスに出会いダンサーから大道芸へと方向性を変える。

- 2007年に上京。

- 2007年ユニバーサル・シティウォーク大阪公認パフォーマーとして認定される。

- 2009年には東京都公認ヘブンアーティストライセンス取得。

- 2011年大道芸人のぞみと未来工場-FUTURE FACTORY-結成。

## インターネット
- ミスターバードのミスタ場(マシェバラ)

## これまでのテレビ出演
- 2005年KBCテレビドォーモ
- 2006年TNC渡辺徹のニジ☆ゴジ
- 2007年九州朝日放送ストリートファイターズ
- 2007年テレビ東京アニメ探検隊
- 2007年BSフジセレブタレントマリエのワッチミーTV×TV
- 2010年日本テレビ系列ロンブー淳の一攫千金$ジャックポット(紫式部)
- 2014年フジテレビ系列バナナマンのやってみなけりゃ分からないそんなバナナナナゾ！